# Grzegorz Śliżewski
Grzegorz Leszek Śliżewski (ur. 23 maja 1967 w Koszalinie) – polski historyk, dziennikarz i samorządowiec. Doktor nauk humanistycznych w zakresie historii. Specjalizuje się w historii polskiego lotnictwa.

## Życiorys
Ukończył Szkołę Podstawową nr 11 w Koszalinie (1974–1982) i I Liceum Ogólnokształcące im. Stanisława Dubois w Koszalinie, klasa o profilu matematyczno-fizycznym (1984–1986). Od 1986 roku studiował historię na Uniwersytecie Gdańskim, w 1993 roku obronił pracę magisterską Polskie lotnictwo myśliwskie w wojnie obronnej 1939 r. Próba syntezy (promotor prof. zw. dr hab. Bogusław Drewniak).
Od 1993 roku dziennikarz „Głosu Koszalińskiego”, przez cztery lata szef działu miejskiego. Od 2002 roku rzecznik prasowy prezydenta Koszalina. Od 2008 roku inspektor, a od 2014 roku główny specjalista w komórkach prasowych i public relations Urzędu Miejskiego w Koszalinie. Od 2009 roku wykładowca Politechniki Koszalińskiej (Instytut Dziennikarstwa i Komunikacji Społecznej Wydziału Humanistycznego). W 2012 roku na Uniwersytecie im. Adama Mickiewicza w Poznaniu obronił pracę doktorską Rola polskiego lotnictwa myśliwskiego w działaniach alianckich 1940–1942 (promotor prof. zw. dr hab. Bogusław Polak).
Od 2011 roku działacz Fundacji Historycznej Lotnictwa Polskiego, w której od 2012 roku jest głównym organizatorem corocznych koszalińskich konferencji popularnonaukowych „Historia Skrzydłami Malowana”, poświęconych historii lotnictwa.

## Wybrane publikacje
- Stracone złudzenia. The Lost Hopes. Polskie lotnictwo myśliwskie nad Francją w 1940 roku. Polish Fighters over France in 1940, Koszalin 2000.
- Cyrk Skalskiego. Przyczynek do monografii, Warszawa 2009. (współautor – Grzegorz Sojda)
- Gorzka słodycz Francji. Polscy piloci myśliwscy wiosny 1940, Warszawa 2010.
- Ci cholerni Polacy! Polskie Siły Powietrzne w Bitwie o Anglię, Warszawa 2012. (współautorzy – Grzegorz Sojda, Piotr Hodyra)
- Mjr pil. Karol Pniak – pilot akrobacyjny „Trójki Bajana”, uczestnik Bitwy o Anglię, pilot Polskiego Zespołu Myśliwskiego w Afryce, dowódca 308 Dywizjonu Myśliwskiego „Krakowskiego”, wyd. II rozsz.,  Warszawa 2015. (współautor – Grzegorz Sojda)
- Generał pilot Stanisław Skalski. Portret ze światłocieniem, Warszawa 2015. (współautor – Grzegorz Sojda) – książka miesiąca miesięcznika „Historia. Do Rzeczy” z grudnia 2015 r.
- Z Polesia do Szkocji. Historia życia plut. pil. Aleksandra Popławskiego, Warszawa 2015.
- Kazek. Kpt. pil. Kazimierz Sporny, as polskiego lotnictwa (1916-1949), Warszawa 2016. (współautor – Grzegorz Sojda)
- Tożsamość pilota. Niezwykła historia przywrócenia tożsamości por. pil. Tadeuszowi Stabrowskiemu pochowanemu w Le Crotoy w 1943 roku, Warszawa 2018. (współautor – Grzegorz Sojda)
- Od Montpellier po Dieppe. Rola polskiego lotnictwa myśliwskiego w działaniach alianckich 1940-1942, Oświęcim 2018.
- God save the 303 Squadron! Historia Dywizjonu 303 z trochę innej perspektywy, Czerwonak 2018.  (współautor – Grzegorz Sojda)
- Nad krwawiącymi liśćmi klonu. Polscy piloci myśliwscy w operacji „Jubilee” (Dieppe, 19 sierpnia 1942 roku), Oświęcim 2018.
- Wojna na pociski i pisma. 302 "Poznański" Dywizjon Myśliwski w 1940 roku, Oświęcim 2019.
- Karmazynowy błękit nieba. Działania I Polskiego Skrzydła Myśliwskiego w 1941 roku, Wrocław-Warszawa 2022.